# Leonel Morales
Alejandro Leonel Morales Pinedo (Coripata, 2 settembre 1988) è un calciatore boliviano, difensore dello Sport Boys Warnes.

## Palmarès

### Club

#### Competizioni nazionali
- Campionato boliviano: 1

Univ. Sucre: Apertura 2008
- Campionato moldavo: 1

Sheriff Tiraspol: 2012-2013